# Erwin Ruiz
Erwin Ruiz Illescas (Santa Cruz de la Sierra, Bolivia; 1989) más conocido como "Musculito", es un conductor de televisión boliviano.
Erwin Ruiz nació el año 1989 en la ciudad de Santa Cruz de la Sierra. En 2007, a sus 18 años, ingresó a trabajar en la Red PAT. Años después pasó a conducir un programa juvenil denominado Reel junto al conductor Alan Vera Hauzateng y Wendy Flores. En mayo de 2018, Ruiz dejó el programa Reel después de 10 años de permanencia en la Red PAT. 
El 10 de noviembre de 2014, Erwin Ruiz contrajo matrimonio con la periodista Karla Coronado.
Desde mayo de 2018, conduce el programa juvenil Sonso y Marraqueta junto a la presentadora de televisión Fabiola Hinojosa (hija de Fabiola Landivar). 